# Parafia św. Franciszka z Asyżu w Szczecinie
Parafia pw. św. Franciszka z Asyżu w Szczecinie – parafia należąca do dekanatu Szczecin-Dąbie, archidiecezji szczecińsko-kamieńskiej, metropolii szczecińsko-kamieńskiej. Jedna z parafii rzymskokatolickich w Szczecinie.
Została erygowana w 1997. Siedziba parafii mieści się przy ulicy Abrahama.